# Caro Molina
María Carolina Figueroa Molina (Quillota, 28 de mayo de 1981) más conocida como Caro Molina o La Rancherita, es una cantante chilena que logró reconocimiento por su talento en el canto y su gusto por el género regional mexicano tanto en su natal Chile como en México, su país de residencia. 
Además, participó en televisión como participante, primero en el programa de talentos de canto y baile de TVN, Rojo, luego, como parte del elenco del entonces programa juvenil de Mega, Mekano, llamado "Team Mekano"; y finalmente, en la primera temporada del reality de canto mexicano de la cadena TV Azteca, La voz México.

## Biografía
Molina nació en Quillota, en el Valle del Aconcagua, y desde los siete años comenzó a destacar en la música interpretando rancheras populares en su país. Fue acumulando experiencia en festivales estudiantiles y de comunas cercanas, hasta que decidió instalarse en la ciudad de Santiago.
En el año 2001 publicó su primer disco Prueba de fuego, con un estilo ranchero y tex-mex. Rápidamente logró presentaciones masivas constantes y una actuación junto a Pedro Fernández en Televisión Nacional de Chile.
Luego, debutó en televisión como concursante en el programa de talento para cantantes y bailarines de Televisión Nacional de Chile, Rojo, después como parte del elenco de bailarines, actores y noteros del entonces programa juvenil del canal MEGA, Mekano, el elenco de ese programa se llamaba "Team Mekano". Además, el grupo de reguetón y hip-hop, Donko y La Secta, la invitó para cantar a dúo con ellos la canción «Por tra», en donde además, "Rancherita" compuso su parte vocal. Años después, abandona Mekano y la televisión para concentrarse en su carrera como cantante. 
En el 2009 publicó su segundo álbum Ranxerita, acompañado del sencillo «Maldito galán» y de una nutrida agenda de presentaciones en su país. Para su tercer disco Muñeca (dedicado a su madre, quien fuera conocida por este apodo), incorporó nuevos sonidos, arreglos y composiciones –propias y ajenas- incorporando cumbias, rancheras y tex-mex. Al grueso del repertorio, grabado junto a su propia banda (La Rancheband), se sumaron invitados como Pablo Ruiz, la Orquesta Cubanacán y Santos Chávez. Su tercer disco estuvo disponible a partir de marzo de 2011 en tiendas de Chile, Argentina, Uruguay y Paraguay, el cual la llevó a promocionar su material en Argentina y Perú.

### Actualidad
La artista decidió radicarse en México hace algunos años, internacionalizando su carrera con sonidos urbanos mezclados con ritmos mexicanos y saliendo de gira entre festivales, palenques y ferias, además de participar en musicales y tours promocionales de entrevistas de radio y televisión en diversos estados de México y Estados Unidos. También en México, participó como concursante del reconocido programa La voz México. Allí inició además varias colaboraciones con músicos como Pablo Castro, Ernesto "chino" Kong y Brodas Beats. 
En 2020 firmó un contrato de distribución con la compañía argentina MOJO. Ese mismo año publicó varios sencillos con la mencionada compañía. Ese mismo año, comenzó a lanzar diversos sencillos y colaboraciones con grupos y artistas del género tropical y popular.

## Discografía
- 2001: Prueba de fuego
- 2009: Ranxerita
- 2010: Muñeca

### Sencillos
- Que te creí 2022
- Mix sin pecho 2022
- A esa mujer 2023
- Poder femenino presente 2023
- La brigida 2023
- La cumbia del fumatón 2024

 
 -Que te creí 2022 
 -Mix Sin Pecho 2022
 -A esa mujer 2023
 -Poder femenino Presente 2023
 -La Brigida 2023
 -La cumbia del Fumaton 2024

| Año  | Sencillo                                 | Álbum Nuevos Lanzamientos |
| ---- | ---------------------------------------- | ------------------------- |
| 2001 | «Tus desprecios»                         | Prueba de fuego           |
| 2001 | «Infiel»                                 | Prueba de fuego           |
| 2001 | «Medley Selena (La carcacha/La llamada)» | Prueba de fuego           |
| 2001 | «Mi prisionero»                          | Prueba de fuego           |
| 2001 | «Cosas del corazón»                      | Prueba de fuego           |
| 2001 | «Lágrimas»                               | Prueba de fuego           |
| 2001 | «Nunca voy a olvidarte»                  | Prueba de fuego           |
| 2001 | «Simón Ignacio Díaz Aros (S.I.D.A)»      | Prueba de fuego           |
| 2001 | «Pacas de a kilo»                        | Prueba de fuego           |
| 2001 | «Si una vez»                             | Prueba de fuego           |
| 2001 | «Leopoldo Ríos»                          | Prueba de fuego           |
| 2006 | «Por tra» (ft. Donko)                    | Sin álbum                 |
| 2007 | «Lo prefiero»                            | Sin álbum                 |
| 2009 | «Maldito galán»                          | Sin álbum                 |
| 2009 | «Maldito galán»                          | Ranxerita                 |
| 2009 | «Todo lo perdí»                          | Ranxerita                 |
| 2009 | «Puros animales»                         | Ranxerita                 |
| 2009 | «Voy a quedarme sola»                    | Ranxerita                 |
| 2009 | «Amor de todas»                          | Ranxerita                 |
| 2009 | «Digan lo que digan»                     | Ranxerita                 |
| 2009 | «El mantenido»                           | Ranxerita                 |
| 2009 | «Cheque en blanco»                       | Ranxerita                 |
| 2009 | «Te necesito»                            | Ranxerita                 |
| 2009 | «Que me perdone tu perro»                | Ranxerita                 |
| 2009 | «Te llevaré a sufrir»                    | Ranxerita                 |
| 2009 | «Taco placero»                           | Ranxerita                 |
| 2011 | «Corazón mentiroso»                      | Muñeca                    |
| 2011 | «Libre, solterita y sin nadie»           | Sin álbum                 |
| 2015 | «La gata bajo la lluvia»                 | Sin álbum                 |
| 2017 | «Niña mala»                              | Sin álbum                 |
| 2018 | «Sensacional»                            | Sin álbum                 |
| 2018 | «Hot Party»                              | Sin álbum                 |
| 2018 | «Sacude Ah»                              | Sin álbum                 |
| 2018 | «Vivo y muero en tu piel»                | Sin álbum                 |
| 2018 | «Mi ex» (con Jei B)                      | Sin álbum                 |
| 2018 | «Sinverguenza»                           | Sin álbum                 |
| 2019 | «Niña mala» (remix)                      | Sin álbum                 |
| 2019 | «Lejos de mi vida»                       | Sin álbum                 |
| 2019 | «Que bello»                              | Sin álbum                 |
| 2020 | «Me vas a extrañar»                      | Sin álbum                 |
| 2020 | «No te creas tan importante»             | Sin álbum                 |
| 2020 | «Aleluya (en cuarentena)»                | Sin álbum                 |
| 2022 | «Mix viejitas dulces»                    |                           |
| 2022 | «Que te crei»                            |                           |
| 2022 | «Mix Sin Pecho»                          |                           |
| 2023 | «A esa mujer»                            |                           |
| 2023 | «Poder femenino Presente»                |                           |
| 2023 | «La Brigida»                             |                           |
| 2024 | «La cumbia del Fumaton»                  |                           |

## Filmografía
| Año  | Programa             | Rol          | Canal     |
| ---- | -------------------- | ------------ | --------- |
| 2003 | Rojo Fama Contrafama | Cantante     | TVN       |
| 2006 | Mekano               | Cantante     | MEGA      |
| 2009 | Fiebre de baile      | Bailarina    | CHV       |
| 2011 | Año 0 (reality show) | Participante | Canal 13  |
| 2011 | Fiebre de baile 4    | Bailarina    | CHV       |
| 2012 | Psíquicos            | Invitada     | CHV       |
| 2018 | Pasapalabra          | Invitada     | CHV       |
| 2019 | La voz               | Participante | TV Azteca |